# Meteonawigacja
Meteonawigacja, nawigacja meteorologiczna – nauka zajmująca się planowaniem podróży morskich i oceanicznych oraz połowów z uwzględnieniem spodziewanych warunków meteorologicznych. 
Prekursorem takich badań był Matthew Fontaine Maury, który w latach 1843-47 opracował mapy przeważających wiatrów i prądów na Atlantyku. Mapy te pozwalały na skrócenie czasu podróży dla żaglowców o ponad 10%. 
Statki o napędzie mechanicznym używają map pokazujących przeważające warunki pogodowe aby w planach podróży uwzględniać prawdopodobieństwo napotkania złej pogody, prądy morskie oraz zalodzenie.